# ПК (плавательный костюм)
ПК — плавательный костюм.
Плавательный костюм ПК предназначен для разведки водной преграды, переправы отдельных людей и выполнения различных работ на воде.

## Техническое описание
В комплект костюма входят:
- гидробрюки;
- пояс-поплавок;
- 2 весла.

Гидробрюки делаются большого размера из водонепроницаемой ткани и заканчиваются сапогами с плавниками. Брюки закрепляются поясом и двумя ремнями.
Пояс-поплавок для поддержания на воде имеет форму спасательного круга, сшит из водонепроницаемой ткани и наполнен соломой или другим легким (плавающим) материалом.